# Isidore Boullier
Pour les articles homonymes, voir Famille Boullier et Boullier.
Isidore Boullier, (né à Ernée le 6 septembre 1791 - mort le 21 mars 1844 à Laval), est un juriste, ecclésiastique et auteur de travaux d'histoire locale. 

## Biographie

### Famille
Il est affilié à une famille ancienne dans la magistrature par son père, et par sa mère à la famille Duchemin, composée de plusieurs historiens locaux. Peu après sa naissance, sa famille rejoint Laval, où il a habité. Son oncle est l'abbé Touschard de Sainte-Plennes, qui s'occupe des prêtres non assermentés de la Mayenne regroupés à Laval en 1792. Sa famille sera aussi arrêtée et jetée en prison pendant la Révolution française pour avoir improvisé des oratoires clandestins. Il est le frère d'Eugène Boullier.

### Le Droit
Il entre à l'âge de 13 ans au collège de Château-Gontier où il effectue ses premières classes. Il termine ensuite ses Humanités au Mans. Il est licencié en droit de la faculté de Paris en 1815. Au mois de mars 1815, il s'enrôle et porte l'uniforme de garde de la porte pour assurer la défense du roi Louis XVIII contre le retour de Napoléon Ier de l'île d'Elbe.
Il est nommé substitut du procureur du roi, au Tribunal de Laval le 5 avril 1816. Il devient juge d'instruction en 1822, et donne sa démission des fonctions de juge d'instruction en 1825. Il reste simple juge jusqu'en 1827.

### La Religion
Il entre au Séminaire Saint-Sulpice au mois d'octobre 1827, et est ordonné sous-diacre en juin 1829, puis prêtre le 5 juin 1830. Il est obligé de quitter le séminaire lors des Trois Glorieuses en juillet 1830. Il part à la fin du mois d'août pour Rome, où il reste pendant un an exilé, faisant la connaissance de Charles de Forbin-Janson. Il revient en France par la Suisse, où il s'arrête à Fribourg chez les Jésuites.
Il rentre à Laval chez sa famille le 15 octobre 1831. Il reste prêtre habitué à la Trinité de Laval, jusqu'au mois de mars 1833, où il est nommé aumônier de la prison. En 1835, Jean-François de Hercé donnant sa démission, il est nommé par Jean-Baptiste Bouvier, évêque du Mans, curé de la Trinité au mois d'octobre 1835. Il est installé le 10 janvier 1836 par Jean-François de Hercé, son prédécesseur. Il est en même temps nommé chanoine honoraire de la cathédrale du Mans. Ils réactivent les confréries à Laval : celle du Saint-Sacrement, et celle des Prêtres.

#### Les reliques d'Iomède
Une translation solennelle des reliques de saint Iomède est organisée à Laval en 1843. Les restes de ce saint martyr, sur un désir exprimé à Rome au nom d'Isidore Boullier, curé de la Trinité, par M. l'abbé Véron, avaient été accordés à Laval. La cérémonie a lieu le 27 août 1843. Le corps du saint fut porté processionnellement de la chapelle de Saint-Michel à l'église de la Trinité, en passant sur le territoire des trois paroisses de la ville. Cinq évêques, NN. SS. du Mans, de Rennes, d'Angers et de Nantes, Charles Forbin de Janson, évêque de Nancy, le R. P. abbé de la Trappe du Port-du-Salut, suivaient la châsse, qui était précédée par plus de trois cents prêtres. Il y avait à Laval, ce jour-là, plus de 40 000 personnes. Elle permet de passer l'acte de religion de la population, et d'avancer vers l'établissement du diocèse de Laval

## Biographie
- Modèle du prêtre ou notice sur la vie et les vertus de M. l'abbé Boullier, Auguste Vaton, 1846, 168 p.